# Гибралтар
Гибралтар (на английски: Gibraltar [Джибро̀лтър]) е задморска територия и град (city) на Великобритания в най-южната част на Пиренейския полуостров.
Включва Гибралтарската скала и пясъчен провлак, съединяващ скалата с Пиренейския полуостров. Заема ключова стратегическа позиция над Гибралтарския проток между Средиземно море и Атлантическия океан.
До 2020 г. Гибралтар е член на Европейския съюз чрез членството на Великобритания. Великобритания се присъединява към ЕС заедно с Гибралтар (но без Нормандските острови и остров Ман) през 1973 г. Докато метрополията му е член на ЕС, Гибралтар не е обхванат от общата селскостопанска политика на ЕС, от шенгенските споразумения, а също така не е в обща митническа територия на ЕС, тъй като няма ДДС.

## Етимология
Думата „Гибралтар“ е испанизиран вариант на арабското словосъчетание „Джаба̀л Та̀рик“ (на арабски: جبال طارق), означаващо „планина Тарик“. Названието е дадено в чест на арабския пълководец Тарик ибн Зияд, който предвожда арабското завладяване на Пиренейския полуостров.

## География
Намира се на скалистия Гибралтарски полуостров в най-южния край на Пиренейския полуостров. На север граничи с Испания, на изток – със Средиземно море, на юг – с Гибралтарския проток (отделящ го от Северна Африка), на запад – с Гибралтарския залив. Площта му е 6,84 km².
Гибралтар има типичен средиземноморски климат, с горещо и сухо лято и с мека и дъждовна зима.
Гибралтар е единственото място в Европа, където живеят диви маймуни от вида маготи. Според местно поверие Гибралтар ще остане британски дотогава, докато е жива поне 1 маймуна.

## Население
Към 2011 г. – 29 752 души, без военния персонал и ежедневно идващите от Испания на работа. Гъстота на населението – 4328 д./km². Единственото селище е град Гибралтар, разделен на 7 големи жилищни зони (без да са административни единици).
Етноси
Гибралтарци (потомци на генуезци, испанци, португалци, мароканци) – 71,3 %, англичани – 18,5 %, мароканци – 8,6 %, други – 1,6 %.
Религии
Християни – 85,7 % (от тях католици – 77,1 %, протестанти – 9,8 %, други – 3,1 %), мюсюлмани – 8,5 %, други – 5,8 %.
Езици
Английски (официален), използват се също испански, италиански, португалски.

## История
Историята на Гибралтар (един от легендарните Херкулесови стълбове) наброява над 3000 години. Названието „Херкулесови стълбове“ се среща още в съчиненията на Платон.
- От 711 г. е във владение на маврите;
- 1602 г. – преминава към Испания;
- 1704 г. – превзет от англо-холандския флот (адмирал Джордж Рук);
- 1713 г. – според Утрехтския мирен договор – става владение на Великобритания;
- 1966 г. – безрезултатни преговори между Испания и Англия за нов статут на Гибралтар;
- 10 септември 1967 г. – референдум – 99% от жителите на Гибралтар желаят той да остане владение на Великобритания, което разваля отношението към колонията от страна на Испания (в течение на 16 години тя държи границата с Гибралтар затворена);
- 1985 г. – откриване на сухопътната граница с Испания.
- 2004 г. – жителите на Гибралтар добиват право да участват в изборите за Европейски парламент.
- 2016 г. – на референдума за излизане на Великобритания от Евросъюза 96% от гибралтарците гласуват за оставане в ЕС.
- 2020 г. – заедно с Великобритания напуска Европейския съюз.

## Политика
По държавно устройство страната е конституционна монархия. Държавен глава е кралят на Великобритания, Чарлз III, който от 2016 г. се представлява от губернатора (и главнокомандващ) Ед Дейвис. Ръководител на правителството е старшият министър Фабиан Пикардо (от 2011 г.).
Побратимен град: Балимина, Северна Ирландия.

## Летище
Международно летище Гибралтар (Gibraltar International Airport) е открито през 1939 г. и е известно с две свои уникални характеристики. Първата е, че е едно от малкото летища в света, изградено върху вода. Това се дължи предимно на недостига на терен
. Втората забележителност на летището е, че пистата за излитане и кацане се пресича от улица, а автомобилите и пешеходците са принудени да спират и изчакват пред бариери всеки самолет.

## Други
- Валута – гибралтарска лира.
- Тел. код 350 / 9567 (за Испания).
- Домейн .gi.